# 1728
1728 (MDCCXXVIII) je bilo prestopno leto, ki se je po gregorijanskem koledarju začelo na četrtek, po 11 dni počasnejšem julijanskem koledarju pa na ponedeljek.

## Dogodki
- 1. januar

## Rojstva
- 26. avgust - Johann Heinrich Lambert, nemški matematik, fizik, astronom († 1777)

## Smrti
- 28. februar - Ogju Sorai, japonski konfucijanski filozof in ekonomist (* 1666)
- 23. september - Christian Thomasius, nemški pravnik in filozof (* 1655)